# Cannes Classics 2021
Cannes Classics 2021 est la 18e édition de Cannes Classics, une section  de la sélection officielle du Festival de Cannes 2021, un festival de cinéma international se déroulant chaque année à Cannes (Alpes-Maritimes, Provence-Alpes-Côte d'Azur, France).
En 2021, le festival s'est déroulé exceptionnellement en juillet en raison de la pandémie de Covid-19.

## Présentation
Cannes Classics 2021 se déroule pendant le festival de Cannes 2021, du 6 au 17 juillet 2021.

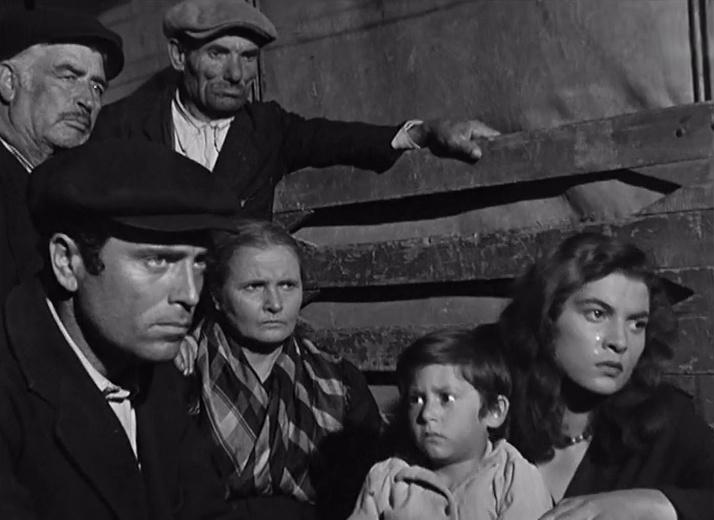
Le Chemin de l'espérance (1950)
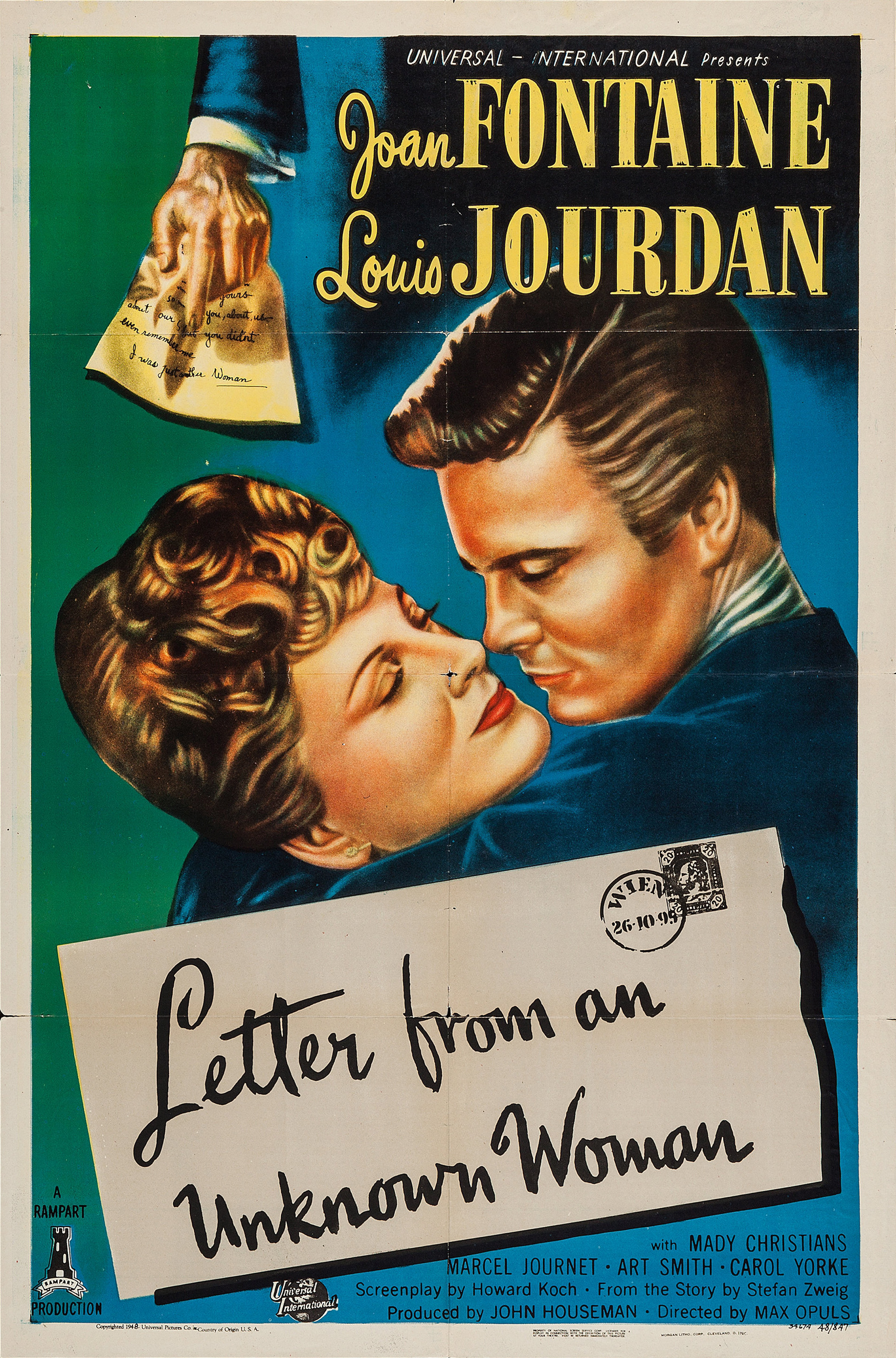
Lettre d'une inconnue (1948)

## Sélection

### Copies restaurées
| Titre                      | Réalisation          | Pays            | Année |
| -------------------------- | -------------------- | --------------- | ----- |
| Un jour un chat            | Vojtěch Jasný        | Tchécoslovaquie | 1963  |
| Bal Poussière              | Henri Duparc         | Côte d'Ivoire   | 1989  |
| Chère Louise               | Philippe de Broca    | France          | 1972  |
| Le Quatorzième Jour        | Zdravko Velimirović  | Monténégro      | 1960  |
| Le Chemin                  | Ana Mariscal         | Espagne         | 1964  |
| Vérités et Mensonges       | Orson Welles         | France          | 1973  |
| Friendship's Death         | Peter Wollen         | Royaume-Uni     | 1987  |
| Le Chemin de l'espérance   | Pietro Germi         | Italie          | 1950  |
| La Double Vie de Véronique | Krzysztof Kieślowski | France, Pologne | 1991  |
| La Drôlesse                | Jacques Doillon      | France          | 1978  |
| La guerre est finie        | Alain Resnais        | France          | 1966  |
| Lettre d'une inconnue      | Max Ophüls           | États-Unis      | 1948  |
| Le Repentir                | Tenguiz Abouladzé    | Géorgie         | 1984  |
| Mulholland Drive           | David Lynch          | États-Unis      | 2001  |
| Journal à mes enfants      | Márta Mészáros       | Hongrie         | 1983  |
| La lune s'est levée        | Kinuyo Tanaka        | Japon           | 1955  |
| L'Étang du démon           | Masahiro Shinoda     | Japon           | 1979  |
| Échec au porteur           | Gilles Grangier      | France          | 1957  |

### Hommages
| Titre                                              | Réalisation        | Pays       | Année |
| -------------------------------------------------- | ------------------ | ---------- | ----- |
| The Killing Floor (en)                             | Bill Duke          | États-Unis | 1985  |
| Murder in Harlem                                   | Oscar Micheaux     | États-Unis | 1935  |
| Oscar Micheaux - The Superhero of Black Filmmaking | Francesco Zippel   | Italie     | 2021  |
| Les Onze Fioretti de François d'Assise             | Roberto Rossellini | Italie     | 1950  |

### L'or de 1959
| Titre       | Réalisation  | Pays   | Année |
| ----------- | ------------ | ------ | ----- |
| Orfeu Negro | Marcel Camus | France | 1959  |

### La Film Foundation
| Titre              | Réalisation                        | Pays        | Année |
| ------------------ | ---------------------------------- | ----------- | ----- |
| Je sais où je vais | Michael Powell, Emeric Pressburger | Royaume-Uni | 1945  |

### World Cinema Project
| Titre                          | Réalisation | Pays         | Année |
| ------------------------------ | ----------- | ------------ | ----- |
| Lumumba, la mort d’un prophète | Raoul Peck  | France Haïti | 1990  |

### Documentaires
| Titre                           | Réalisation         | Pays          | Année |
| ------------------------------- | ------------------- | ------------- | ----- |
| Buñuel, un cineasta surrealista | Javier Espada       | Espagne       | 2021  |
| Et j'aime à la fureur           | André Bonzel        | France        | 2021  |
| Montand est à nous              | Yves Jeuland        | France        | 2021  |
| Morceaux de Cannes              | Emmanuel Barnault   | France        | 2020  |
| Olivia de Haviland, l'insoumise | Daphné Baiwir       | Royaume-Uni   | 2021  |
| Satoshi Kon, l'illusioniste     | Pascal-Alex Vincent | France, Japon | 2021  |
| Les Tempêtes de Jeremy Thomas   | Mark Cousins        | Royaume-Uni   | 2021  |